# Inundações na Argentina em 2013
As Inundações na Argentina em 2013 foram inundações que afetaram o nordeste da Província de Buenos Aires, principalmente as regiões da Grande Buenos Aires e da Grande La Plata, entre os dias 1 e 3 de abril de 2013. Os medidores de chuva registraram um recorde histórico para o mês de abril, tanto na capital Buenos Aires, com mais de 155 mm acumulados entre meia-noite e 7 da manhã em 2 de abril, quanto em La Plata, onde foram medidos 392 mm no pluviômetro da Universidade Nacional de La Plata ao longo do dia 2 de abril e 196 mm durante todo o evento no observatório do aeroporto de La Plata. Dez pessoas foram mortas em Buenos Aires e arredores e 91 em La Plata e arredores.